# Конь-камень (Липецкая область)
Конь-камень (Кудеяр-камень или Синь-камень) — валун в форме коня или верблюда, изборожденный трещинами и поросшие мхом, на высоком правом берегу реки Дон южнее посёлка Долгое Данковского района Липецкой области. По легенде это заколдованная, окаменевшая лошадь атамана Кудеяра, оставленная для охраны его клада и получившая синеватый цвет оттого, что была опалена огнём.

## Описание
В Липецкой области, на берегу реки Дон, напротив села Долгого, возвышается гора, именуемая Чёрным Яром, или Городком. На ней лежит очень большой камень весом около 10 тонн. Камень во время дождя приобретает особенно яркий синеватый оттенок, а по форме напоминает коня или лежащего двугорбого верблюда. Неподалёку от камня протекает речка Паника.
Некоторые местные жители верят, что в ночь на Ивана Купалу к Синему камню слетается «нечистая сила». Целую ночь они танцуют подле костра, который горит синим пламенем, а в полночь земля под камнем разверзается и клад Кудеяра на миг становится виден. Того, кто попытается завладеть сокровищами, нечистая сила погубит.
Синий камень стал популярен среди представителей течений Нью Эйдж, которые исследуют его «ауру» и устанавливают «контакты с духами».

## Упоминание
В «Рязанских губернских летописях» за 1866 год изложена версия возникновения «Синего камня». Здесь находилась Кудеярова крепость. Рассказывают, что Кудеяр вместе со своими соратниками Болдырём и разбойницей Анной, укрываясь в донских лесах, грабил караваны купцов, шедших вниз по Дону. Донские казаки, заинтересованные в безопасности торгового пути, ополчились против Кудеяра. Сначала они разгромили ставки Болдыря и Анны, затем добрались до пристанища Кудеяра. Долго осаждали они крепость Кудеяра, затем догадались обложить её хворостом и зажечь со всех сторон. Кудеяр закопал свой клад в землю, а коня обратил в камень — охранять клад, а сам бежал в лес.